# Paul Vuillemin
Jean Paul Vuillemin ( 1861 - 1932) fue un micólogo francés.
Estudia medicina en la Universidad de Nancy donde obtiene un doctorado en 1884.
De 1895 a 1932, es profesor de Historia natural en la Facultad de Medicina de esa misma Universidad. Vuillemin trabajó sobre los géneros Spinalia y Zygorhynchus.

## Algunas publicaciones
- 1893. "Remarques sur les affinités des Basidiomycètes", Journal de Botanique 7 (9) : 164-174
- 1918. "Sur les Mortierella des groupes polycephala et nigrescens", Bulletin de la Société mycologique de France, 34 : 41-46
- 1931. Les champignons parasites et les mycoses de l'homme, Encyclopédie Mycologique, 2 : 1-290

## Honores

### Eponimia
Muchos taxones le fueron dedicados como Vuilleminia comedens (Nees : Fr.) Maire .

## Fuente
- Esta obra contiene una traducción  derivada de «Jean Paul Vuillemin» de Wikipedia en francés, publicada por sus editores bajo la Licencia de documentación libre de GNU y la Licencia Creative Commons Atribución-CompartirIgual 4.0 Internacional.

- La abreviatura «Vuill.» se emplea para indicar a Paul Vuillemin como autoridad en la descripción y clasificación científica de los vegetales.[1]